# Erick Noriega
Erick Carlos Noriega Loret de Mola (Nagoya, 22 de outubro de 2001) é um futebolista peruano nascido no Japão que atua como volante. Atualmente, joga pelo Grêmio e representa a Seleção Peruana de Futebol.

## Biografia
Erick Noriega, apelidado de "Samurai", nasceu em 2001 em Nagoya, no Japão, e foi criado no Peru. Durante sua adolescência no Japão, enfrentou desafios significativos, incluindo bullying por parte de colegas, tanto na escola quanto no clube, devido a barreiras linguísticas e culturais, o que o levou a momentos de solidão e depressão. Ele superou essas dificuldades com o apoio da família e confrontando diretamente os agressores.

## Carreira
Noriega começou sua carreira nas categorias de base do Alianza Lima, mas em 2016 mudou-se para o Japão, onde jogou pelo Shimizu S-Pulse e pelo Machida Zelvia. Em 2021, tentou uma carreira na Alemanha, sendo aceito no Colonia Sub-23 e no SV Straelen, mas problemas com o visto o obrigaram a retornar ao Peru. De volta ao Peru em 2023, atuou pelo Universidad San Martín, onde foi capitão, e em 2024 pelo Comerciantes Unidos.
Em julho de 2024, retornou ao Alianza Lima como reforço, após rescindir com o Comerciantes Unidos. No clube, atuou como zagueiro ou volante, consolidando-se como peça-chave sob o comando de Néstor Gorosito, com 34 partidas na temporada de 2025, incluindo jogos na Copa Libertadores e Copa Sul-Americana. Ele prorrogou seu contrato até 2028 em abril de 2024 ou 2025. Noriega utilizou óculos de realidade virtual para melhorar seu desempenho como volante.
Em agosto de 2025, o Grêmio apresentou uma proposta formal superior à cláusula de rescisão, levando a negociações avançadas. A transferência foi confirmada por cerca de 2 milhões de dólares, com o Alianza Lima retendo 20% dos direitos, e Noriega assinando por quatro anos com o Grêmio.

## Seleção peruana
Noriega destacou-se na seleção sub-20 peruana no Sul-Americano Sub-20 e no Torneio Pré-Olímpico Sub-23 em 2023, o que levou à sua convocação para a seleção principal em março de 2024, estreando em um amistoso contra a Nicarágua sob o comando de Jorge Fossati. Ele considerou uma possível convocação para jogos das Eliminatórias Sul-Americanas como "uma possibilidade bastante grande".

## Interesse internacional
Noriega atraiu interesse de clubes da Argentina, Brasil, México, MLS e Europa, incluindo Independiente e River Plate, mas inicialmente priorizou o Alianza Lima, afirmando que não era adequado pensar em sair durante as competições.